# 冷気湖

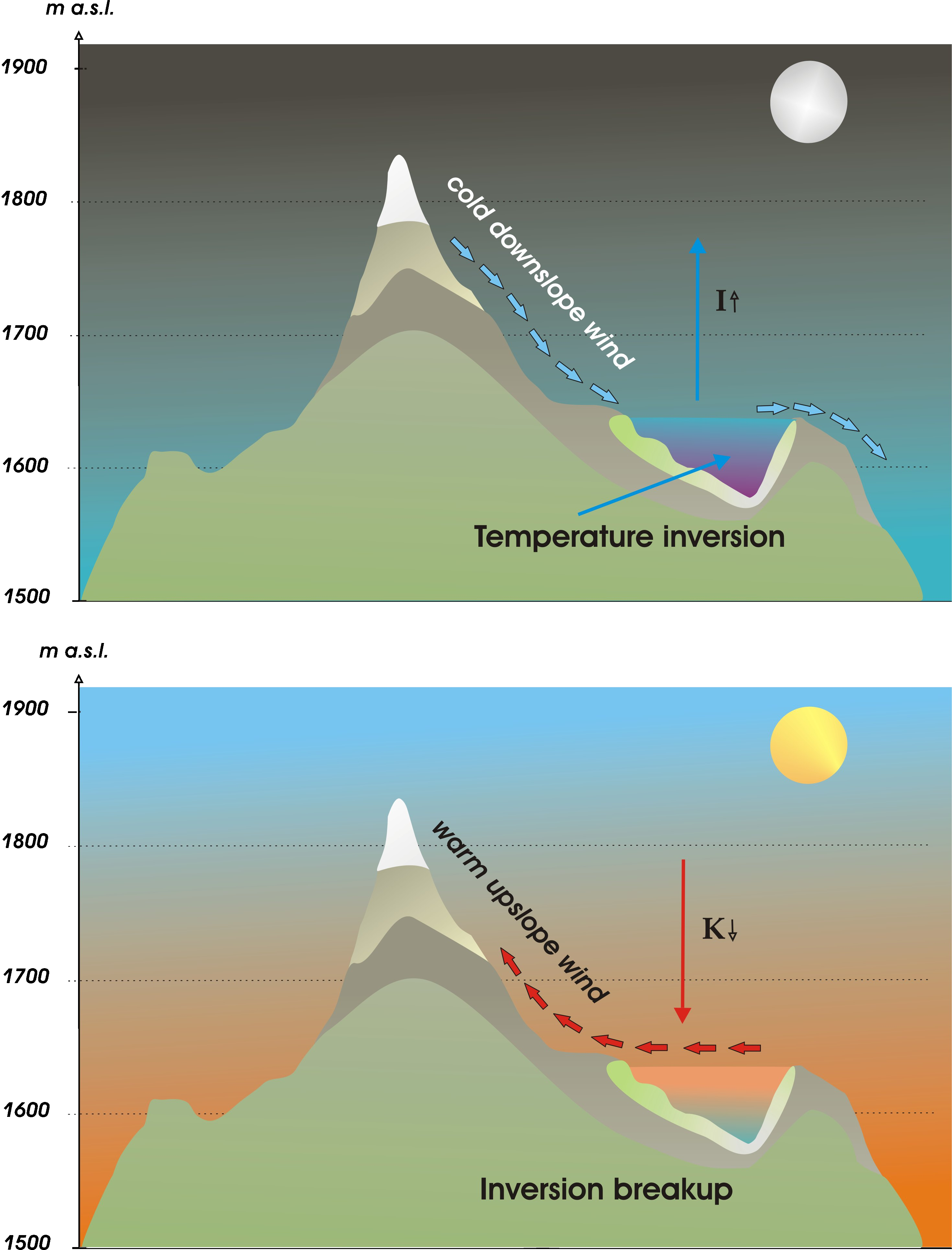
山岳地帯における冷気湖の発生機構。夜間（上）は標高の高い方から窪地へ冷気が流れ込んで溜まり、逆転層が生じている。地形によっては一部低い方へ流れ出す。昼間（下）は逆転層がなくなり斜面上昇風が斜面を昇る。

冷気湖（英：cold-air pool）とは、気象学の用語で、山で囲まれた盆地などにできる、蓄積された冷気の層のこと。水の溜まった湖とは全く別物である。

## 発生機構と特徴
起伏があって周囲よりも低い窪んだ土地、特に盆地や谷で生じ、相対的に高い土地に囲まれる形で冷気が滞留する。
夜から明け方にかけて放射冷却が進んでいるとき、地表付近は強く冷却されて下層ほど気温が低くなる層ができ安定した層をなすとともに、上空で気温の逆転）が生じる。盆地を囲む斜面では、できた冷気は相対的に重いため斜面を下り（斜面下降風）、盆地の底や谷底に流れ込んで溜まっていく。
冷気の水平方向の規模は数メートル(m)から数十 kmに及ぶ。厚さは、数百 mに達するがふつう山の高さより低い。ただし周りの山の高さの0.2 - 0.3%程度とする資料もある。また、夏に薄く冬に厚い傾向がある。
冷気湖ではたらく冷却促進の機構として、滞留する冷気が大気から地面への赤外放射量を減少させる効果も挙げられる。
上空の風速が一定以上になると、冷気湖は崩れて消える。
理論上、冷気湖における放射冷却の強さは周囲に比べて2 - 4℃ほど大きいという報告がある。
夏には快適な避暑地となるが、冬にはより気温が低くなり霜害の危険性もある。
冷気の滞留は、長時間の霧や空気質の悪化（大気汚染物質の滞留）をもたらすことがある。

## 地域別の事例
阿蘇山のカルデラ内火口原に当たる窪地では、秋に移動性高気圧に覆われたときに冷気湖が形成され、ときに霜害のもととなる。阿蘇市の霜神社には8月中旬から10月中旬に行う「火焚き神事」というものがあるが、霜を防ぐ燻煙法の効果ももつ。